# Hanshu yiwenzhi
Der Hanshu yiwenzhi (chinesisch 漢書·藝文志 / 汉书·艺文志, englisch Treatise on Literature – „Bibliographischer Abschnitt der Geschichte der Westlichen oder Früheren Han-Dynastie, kurz: Literaturkatalog des Hanshu“) ist der bibliographische Abschnitt der Geschichte der Westlichen oder Früheren Han-Dynastie des berühmtem chinesischen Historikers Ban Gu (班固) (32–92), der diese von seinem Vater begonnene Geschichte der Han-Dynastie (−206 bis +8) abschloss. Der Katalog bildet darin den 30. Abschnitt (juan).
Die Grundlage für den Katalog bildet die Vorarbeit von Liu Xin (劉歆 / 刘歆,  Liu Hsin, † 23 n. Chr.), der eine Beschreibung der kaiserlichen Bibliothek angefertigt hatte.
Der Katalog liefert wichtige Aufschlüsse über die Literatur der verschiedenen chinesischen Geistesströmungen der vor-Qin-Zeit (siehe Neun Strömungen), von denen oft lediglich verstreut und fragmentarisch überlieferte Quellentexte existieren.

## BeispielZhuangzi
Die Angaben zu dem  philosophischen Werk Zhuangzi (莊子) lauten in diesem Katalog folgendermaßen: "五十二篇。名周，宋人。" Daraus entnehmen wir, dass dem Verfasser dieses Katalogs eine Fassung aus 52 Kapiteln (pian) bekannt war, statt der heute verbreiteten 33 Kapitel (pian) der Fassung von Guo Xiang (郭象). Als Vorname des Verfassers wird Zhou (周) angegeben, und schließlich erfahren wir, dass er aus dem Staat Song (宋) stammt.
Auf die Verfasserschaft des Zhuangzi kann hier nicht näher eingegangen werden.